# Hatef patah
Un ḥaṭef pataḥ (חטף פתח ou pataḥ furtif) est un signe diacritique de l'alphabet hébraïque. C'est une variante du shewa. Il est présent lorsque la consonne  normalement vocalisée par un shewa forme une syllabe trop instable. Le ḥaṭef pataḥ est notamment présent sous les consonnes gutturales א,ה,ח,ע (ʿayin, het, he, aleph). Le signe est composé d'un shewa et d'un pataḥ marquant le timbre [a].